# 小林節 (実業家)
小林 節（こばやし たかし、1945年8月24日 - ）は、日本の実業家。パレスホテル名誉会長吉原政雄の娘婿であり、同社代表取締役会長、日本ホテル協会会長を務める。

## 人物・経歴
福岡県生まれ。1969年東京大学経済学部卒業、日本興業銀行入行。1990年日本興業銀行国際業務部参事役。
1991年パレスホテル取締役経理部長委嘱。1993年パレスホテル常務取締役・ホテル副総支配人。1995年パレスホテル専務取締役、パレスホテル大宮取締役。1996年パレスフードサービス代表取締役、パレス交通取締役。1997年ホテルグランドパレス取締役、さいたまアリーナ取締役。1999年パレスホテル専務取締役・ホテル総支配人。2001年パレスホテル代表取締役社長。2010年パレス交通代表取締役。2013年パレスフードサービス取締役、パレス交通取締役、日本ホテル協会理事。2014年パレスホテル代表取締役会長。
2016年日本ホテル協会常任理事。2017年日本ホテル協会副会長。2019年日本ホテル協会会長。

## 親族
妻はパレスホテル名誉会長の吉原政雄の娘。